# 桓郁
桓郁，字仲恩，沛國龍亢人，東漢官員，儒學名士太常桓榮之子。

## 生平
桓郁年少時就因為父親的關係而擔任郎官，他的性格敦厚，篤於學問，盡得父親所傳業藝，作《尚書》教授，門徒常有數百人。父親桓榮死後，桓郁襲爵，他曾上書婉拒而不被漢明帝接納。由於桓郁是明帝的老師之子，因此明帝對他甚為禮讓親厚，經常與他講論經書，詢問政事。其後桓郁遷任侍中。明帝自編《五家要說章句》，亦令桓郁在宣明殿進行校訂工作。
永平十五年（公元72年），桓郁奉命入宮向太子傳授經學，累遷越騎校尉，明帝更下詔敕令太子、諸王都要送上賀禮恭喜桓郁。桓郁在宮中，多進忠言，其意見經常受到接納採用。漢章帝即位後，桓郁以母親亡故的原因乞辭，章帝便下詔讓桓郁以侍中之身為母親服喪。建初二年（公元77年），桓郁遷任屯騎校尉。
漢和帝即位後，侍中竇憲為了表現其外戚身分之威權，便想監督年輕的和帝學習經書，於是向他的妹妹皇太后上疏說：「昔五更桓榮，親為帝師，子郁，結髮敦尚，繼傳父業，故再以校尉入授先帝，父子給事禁省，更歷四世，今白首好禮，經行篤備。……宜令郁、方並入教授，以崇本朝，光示大化。」召桓郁、劉方能入宮教授和帝經學。於是桓郁遷任長樂少府，再次入宮侍講。不久轉任侍中奉車都尉。永元四年（公元92年），代丁鴻出任太常。永元五年（公元93年），桓郁病逝。
桓郁曾擔任兩代漢帝的老師，甚受恩寵，前後獲賞賜達數百千萬之厚，顯於當世。他的門人楊震、朱寵，皆位至三公。他的父親桓榮曾向朱普學習章句，共得四十萬字，但這批章句浮辭繁長，多過其實。桓榮入宮後將章句裁減至二十三萬字。桓郁後來再進一步刪省定成十二萬字。於是當時便有《桓君大小太常章句》傳世。

## 後代
桓郁的子孫均有名譽於當代。
- 桓普：桓郁死後嗣爵，其爵一直傳至曾孫輩。
- 桓延
- 桓焉：先後擔任光祿大夫、太常、太傅、大鴻臚。
  - 桓衡
  - 桓順
    - 桓典：曾與大將軍何進共謀誅滅宦官，官至光祿勳。
- 桓俊
- 桓酆
  - 桓麟
    - 桓彬：著名文學家，與蔡邕齊名。
- 桓良
  - 桓鸞：官至議郎。
    - 桓曄：以志行聞名於世的名士，最後死於合浦郡的獄中。